# Liste détaillée des familles et genres de chiroptères

## Sous-ordreMegachiroptera
- Pteropodidae
  - Sous-famille des Macroglossinae
    - Eonycteris
    - Macroglossus
    - Megaloglossus
    - Melonycteris
    - Notopteris
    - Syconycteris

  - Sous-famille des Pteropodinae
    - Acerodon
    - Aethalops
    - Alionycteris
    - Aproteles
    - Balionycteris
    - Boneia
    - Casinycteris
    - Chironax
    - Cynopterus
    - Dobsonia
    - Dyacopterus
    - Eidolon
    - Epomophorus
    - Epomops
    - Haplonycteris
    - Harpyionycteris
    - Hypsignathus
    - Latidens
    - Megaerops
    - Micropteropus
    - Myonycteris
    - Nanonycteris
    - Neopteryx
    - Nyctimene
    - Otopteropus
    - Paranyctimene
    - Penthetor
    - Plerotes
    - Ptenochirus
    - Pteralopex
    - Pteropus
    - Rousettus
    - Scotonycteris
    - Sphaerias
    - Styloctenium
    - Thoopterus

## Sous-ordreMicrochiroptera
- Craseonycteridae
  - Craseonycteris
- Emballonuridae
  - Balantiopteryx
  - Centronycteris
  - Coleura
  - Cormura
  - Cyttarops
  - Diclidurus
  - Emballonura
  - Mosia
  - Peropteryx
  - Rhynchonycteris
  - Saccolaimus
  - Saccopteryx
  - Taphozous
- Furipteridae
  - Amorphochilus schnablii
  - Furipterus
- Megadermatidae
  - Cardioderma
  - Lavia
  - Macroderma
  - Megaderma
- Molossidae
  - Chaerephon
  - Cheiromeles
  - Eumops
  - Molossops
  - Molossus
  - Mops
  - Mormopterus
  - Myopterus
  - Nyctinomops
  - Otomops
  - Promops
  - Tadarida
- Mormoopidae
  - Mormoops
  - Pteronotus
- Mystacinidae
  - Mystacina
- Myzopodidae
  - Myzopoda
- Natalidae
  - Natalus
- Noctilionidae
  - Noctilio
- Nycteridae
  - Nycteris
- Phyllostomidae
  - sous-famille Brachyphyllinae
    - Brachyphylla

  - sous-famille Carolliinae
    - Carollia
    - Rhinophylla

  - sous-famille Desmodontinae
    - Desmodus
    - Diaemus
    - Diphylla 

  - sous-famille Glossophaginae
    - Anoura
    - Choeroniscus
    - Choeronycteris
    - Glossophaga
    - Hylonycteris
    - Leptonycteris
    - Lichonycteris
    - Monophyllus
    - Musonycteris
    - Scleronycteris

  - sous-famille Lonchophyllinae
    - Lionycteris
    - Lonchophylla
    - Platalina 

  - sous-famille Phyllonycterinae
    - Erophylla
    - Phyllonycteris 

  - sous-famille Phyllostominae
    - Chrotopterus
    - Lonchorhina
    - Macrophyllum
    - Macrotus
    - Micronycteris
    - Mimon
    - Phylloderma
    - Phyllostomus
    - Tonatia
    - Trachops
    - Vampyrum 

  - sous-famille Stenodermatinae
    - Ametrida
    - Ardops
    - Ariteus
    - Artibeus
    - Centurio
    - Chiroderma
    - Ectophylla
    - Mesophylla
    - Phyllops
    - Platyrrhinus
    - Pygoderma
    - Sphaeronycteris
    - Stenoderma
    - Sturnira
    - Uroderma
    - Vampyressa
    - Vampyrodes
- Rhinolophidae
  - sous-famille Hipposiderinae
    - Anthops
    - Asellia
    - Aselliscus
    - Cloeotis
    - Coelops
    - Hipposideros
    - Paracoelops
    - Rhinonicteris
    - Triaenops

  - sous-famille  Rhinolophinae
    - Rhinolophus
- Rhinopomatidae
  - Rhinopoma
- Thyropteridae
  - Thyroptera
- Vespertilionidae
  - sous-famille Kerivoulinae
    - Kerivoula

  - sous-famille Miniopterinae
    - Miniopterus

  - sous-famille Murininae
    - Harpiocephalus
    - Murina

  - sous-famille Tomopeatinae
    - Tomopeas

  - sous-famille Vespertilioninae
    - Antrozous
    - Barbastella
    - Chalinolobus
    - Eptesicus
    - Euderma
    - Eudiscopus
    - Glischropus
    - Hesperoptenus
    - Histiotus
    - Ia
    - Idionycteris
    - Laephotis
    - Lasionycteris
    - Lasiurus
    - Mimetillus
    - Myotis
    - Nyctalus
    - Nycticeius
    - Nyctophilus
    - Otonycteris
    - Pharotis
    - Philetor
    - Pipistrellus
    - Plecotus
    - Rhogeessa
    - Scotoecus
    - Scotomanes
    - Scotophilus
    - Tylonycteris
    - Vespertilio